# Karl Sondershausen
Philipp Karl Christian Sondershausen (* 8. Oktober 1792 in Weimar; † 1. März 1882 ebenda) war ein deutscher Schriftsteller und Geistlicher.

## Leben
Sondershausen besuchte das Weimarer Gymnasium, danach studierte er in Jena Theologie. Ab 1818 war er Prediger an der Hof- und Stadtkirche, der heutigen sogenannten Herderkirche in Weimar, Hofmeister und später Großherzoglicher Rat am Pageninstitut in Weimar. Letzteres erwähnt Friedrich von Matthisson in einem Brief vom 29. Mai 1824 an seinen Dichterkollegen Johann Christoph Friedrich Haug.
Als Schriftsteller und Dichter war er wenig erfolgreich. Er selbst nannte sich der Letzte von Altweimar. Weimar hatte in seinem Werk ohnehin einen zentralen Platz. Er hatte auch Kontakt zu einigen, nicht nur Weimarer Prominenten wie zu Goethe, Friedrich von Matthisson, Ernst Raupach u. a., und das nicht nur hinsichtlich der Literatur, sondern stand mit einigen auch im privaten Verkehr. Karl Sondershausen widmete zum Beispiel Mattisson auch ein Gedicht, das mit Anmerkungen von Heinrich Karl Friedrich Peucer unter dem Pseudonym Edmund Ost mit den Signum E.O. versehen wurde.
Sondershausen erzählte auch Anekdoten. Das betraf auch Goethe und ein Gespräch mit seinem Arzt, Wilhelm Rehbein, in Bezug auf seinen Geburtstag 1818, den Goethe in Karlsbad zu begehen gedachte.
Als Schriftsteller pflegte er mit besonderer Vorliebe das Gebiet der dramatischen Dichtung.
Sondershausen legte wegen jenes geringen Erfolgs von 1825 bis 1857 eine über dreißigjährige Pause beim Schreiben ein. Im hohen Alter veröffentlichte er wenige Werke, die eher lyrisch geprägt waren und seine Erinnerungen darstellten. So enthält sein Buch aus dem Jahre 1859: Der Letzte aus Altweimar Lebenserinnerungen, ausgewählte Gedichte und sieben kleinere dramatische Dichtungen. 1882 verstarb er in Weimar. Heute ist er so gut wie vergessen.

## Werke (Auswahl)
- Proben aus meinem Tagebuche. Erstlingsversuche, Weimar 1816.
- Stunden im Weinberg des Hernn. Candidatenversuche in 8 Predigten,  Cnobloch, Leipzig 1817.
- Die Befreiung Griechenlands. Zwei dramatische Gedichte, 2 Bde., 1821 u. 1822.
- Aëdon; Der Hindu; Der neue Orpheus. Drei dramatische Gedichte, 1823.
- Volksgesang zur Feier des 3. September 1825, o. O. [Weimar] 1825.
- Bernhard von Weimar. Romantisches Trauerspiel in 5 Acten, Böhlau, Weimar 1825.
- Euterpe. Dramatische Gedichte (Die zehn Jungfrauen – Rübezahl), Sonntag, Merseburg 1825.
- Schirin. Dramatisches Gedicht, Pönicke & Sohn, Leipzig 1845.
- Februar-Blätter, o. O. 1849.
- Aus der Asche. Erinnerungslieder und Gedichte, Panse, Weimar 1850.
- Saulus auf der Wartburg. Eine Xenie der Verehrung und Dankbarkeit, Separatdruck, o. J. (ca. 1850).
- Weimars Wiegenfest, o. J. (ca. 1825).
- Zu Weimars Jubelfest. Ein Weihgeschenk, Hofdruckerei Weimar 1857.
- Der Letzte aus Altweimar. Erinnerungen und Dichtungen, Hofdruckerei Weimar 1859.
- Willkommen in Weimar, Ein Sinnstrauß zur Umschau, o. J. (ca. 1860).
- Mahomet II. Musikalisch-lyrisches Drama, 1867.

Quelle: